# Tanya Huff
Tanya Sue Huff (Halifax, Nova Escócia; 26 de setembro de 1957) é uma escritora canadense de relatos de ficção científica, fantasia e terror.

## Biografia
Nascida na cidade de Halifax (Nova Escócia), Tanya Huff cresceu em Kingston (Ontario). Sua primeira publicação como escritora foi em The Picton Gazette, quando tinha 10 anos, recebendo 10$ por dois de seus poemas. Tanya alistou-se junto à Reserva Naval Canadense em 1975 como cozinheira, e terminou seu serviço militar em 1979. Em 1982 se graduou como bacharel em Artes Aplicadas no Instituto Politécnico Ryerson de Rádio e Televisão em Toronto. Foi da mesma classe que o famoso escritor de ficção científica Robert J. Sawyer e ambos colaboraram em seu último trabalho de laboratório, com um curto televisivo de ficção científica.
No começo da década de 1980 trabalhou em Mr. Gameway's Ark, uma loja de jogos no centro de Toronto. De 1984 a 1992 também trabalhou em Bakka, a mais antiga livraria de ficção científica da América do Norte. Durante esta época escreveu sete romances e nove novelas, que seriam publicadas posteriormente. Fazia parte do grupo de escritura Bunch of Seven. Em 1992, depois de ter vivido 13 anos no centro de Toronto, mudou-se com seus quatro gatos para a uma zona rural de Ontario, onde vive atualmente com sua esposa. Atualmente tem seis gatos e um cão ao que chama “chihuahua involuntário”.
Tanya Huff é uma das principais autoras de fantasia contemporânea de Canadá, um subgênero iniciado por Charles de Lint. Muitos dos cenários de suas histórias são lugares próximos aos que tem vivido ou que tem visitado em Toronto, Kingston e outros lugares. Com frequência utiliza como nomes de suas personagens os nomes das pessoas de seu círculo de conhecidos.
A série de televisão Blood Ties está baseada na saga de Tanya sobre a detetive Vicki Nelson, publicada nos Estados Unidos e no Canadá. É produzida por CHUM Televisão e Kaleidoscope Entertainment e a atriz de Toronto Christina Cox tem o papel protagonista na série

### Keeper's Chronicles
Claire é uma Guardiã, encarregada de vigiar e proteger o tecido metafísico do universo, que se encontra encarregada do Bed &Breakfast, um estabelecimento com um portal para o Inferno no sótão. O alívio cômico da saga é seu coadjuvante Austin, um enorme e velho gato e familiar de bruxa. O amor de Claire é Dean, um mortal. A irmã de Claire, Diana, também tem um papel importante. No segundo livro Diana adquire seu próprio familiar –um gato que fala e que anteriormente foi um anjo.
- Summon the Keeper (1998)
- The Second Summoning (2001)
- Long Hot Summoning (2003)

### Quarters Books
Nesta saga Tanya Huff descreve um mundo no que os músicos (ou bardos) criam magia e uma invasão de um país vizinho ameaça a terra. Muitos dos bardos viajavam para ajudar com sua magia e levar notícias por todo o reino. O primeiro livro concentra-se numa barda que é a irmã do rei e à que se lhe tem proibido ter filhos. Quando fica grávida após uma selvagem noite de paixão com um duque, teme ser castigada. O segundo e o terceiro livro têm como protagonistas um irmão e uma irmã que são assassinos. O quarto livro é uma história independente das outras três, que tem lugar numa terra nova.
- Sing the Four Quarters (1994)
- Fifth Quarter (1995)
- No Quarter (1996)
- The Quartered Seja (1999)

### Wizard of the Grove
- Child of the Grove (1988)
- The Last Wizard (1989) Wizard of the Grove (1999) (uma antologia com Child of the Grove e The Last Wizard)

### Blood ties
Esta saga, sem dúvida a mais conhecida de Tanya Huff, tem como protagonistas à detetive Vicki Nelson e o vampiro Henry Fitzroy (baseado numa personagem histórica real). O primeiro livro apresenta Vicki Nelson, uma oficial de polícia que teve que abandonar seu trabalho por estar ficando cega por culpa de uma retinitis pigmentosa. Vicki conhece Henry Fitzroy, um vampiro e escritor de romances românticas. Em vida, Henry foi filho ilegítimo do rei Enrique VIII de Inglaterra antes de ser seduzido por uma vampira. Também aparecem outras personagens recorrentes como Tony Foster, que é o contacto de Vicki nas ruas de Toronto, até que se converte em protegido e amante de Henry, e Mike Celluci, um policial que foi parceiro e amante de Vicki e que ainda conserva sua amizade.
Vicki e Henry enfrentam juntos diversas ameaças e cada livro da saga está dedicado a um tipo de criatura sobrenatural (demônios, lobisomens, múmias, zumbis, fantasmas). A saga está ambientada em Toronto e utiliza muitos lugares reais. Foi adaptada para televisão em 2007 com o título de “Blood Ties” (Laços de Sangue), e teve duas temporadas.
- Blood Price (1991) (O príncipe de Sangue)
- Blood Trail (1992)  (O Rastro do Sangue)
- Blood Lines (1992)  (A Linhagem do Sangue)
- Blood Pact (1993) (O Pacto do Sangue)
- Blood Debt (1997) (A Dívida do Sangue)
- Blood Bank  uma coleção de histórias curtas, só disponíveis em inglês nas antologias.

Antologias

- The Blood Books, Volume I (antologia com Blood Price e Blood Trail) 2006 ISBN 0-7564-0387-1. [S.l.: s.n.]
- The Blood Books, Volume II (antologia com Blood Lines e Blood Pact) 2006 ISBN 0-7564-0388-X. [S.l.: s.n.]
- The Blood Books, Volume III (antologia com Blood Debt e Blood Bank) 2006-09-05 ISBN 0-7564-0392-8. [S.l.: s.n.]

### Smoke and Shadows
Uma sequência da Saga do Sangue, o protagonista é Tony Foster, que agora trabalha na televisão, ironicamente numa série sobre um detetive vampiro. Tony segue em contacto com Henry Fitzroy e juntos continuam enfrentando a ameaças sobrenaturais.
- Smoke and Shadows 2004 ed. [S.l.: s.n.] ISBN 0-7564-0183-6, ISBN 0-7564-0263-8 Verifique |isbn= (ajuda)
- Smoke and Mirrors 2005 ed. [S.l.: s.n.] ISBN 0-7564-0262-X, ISBN 0-7564-0348-0 Verifique |isbn= (ajuda)
- Smoke and Ashes junio 2006 ed. [S.l.: s.n.] ISBN 0-7564-0347-2, ISBN 978-0-7564-0415-4 Verifique |isbn= (ajuda)

### Valor Novels
O objetivo do sargento Torin Kerr' é manter a sua companhia de marines espaciais vivos enquanto realizam perigosas missões por toda a galáxia.
- A Confederation of Valor (2006) (antologia com Valor's Choice e A Better Part of Valor)
- Valor's Choice (2000)
- The Better Part of Valor (2002)
- The Heart of Valor (2007)

### Outros romances
- Gate of Darkness, Circle of Light (1989)
- The Fire's Stone (1990)
- Scholar of Decay (1995), uma novela ravenloft

### Coletâneas de contos
- What Ho, Magic! (Meisha Merlin, 1999)
- Relative Magic (Meisha Merlin, 2003)
- Stealing Magic (Edge, 2005)
- Finding Magic (ISFiC Press, 2007)